# Вильгельм V Старый
Вильгельм V Старый (итал. Guglielmo il Vecchio; ок. 1115 — август 1191, Тир) — маркграф Монферратский с 1136 года. Получил прозвище Старый из-за длительности своего правления. Один из виднейших представителей рода Алерамиков, имевших феод в Северной Италии.

## Семья и дети
Вильгельм V был единственным сыном Раньери (Ренье) I, маркграфа Монферратского, и Гизелы Бургундской (у них было также пять дочерей). Для его матери это был второй брак: в первом она была замужем за графом Гумбертом II Савойским, поэтому Вильгельм приходился единоутробным братом Амедею III Савойскому. Поскольку Адела, сестра Амедея III, вышла за короля Франции Людовика VI Толстого, Вильгельм соответственно стал шурином французского короля.

## Семья
В 1133 году женился на Юдифи, дочери Леопольда III Бабенберга, маркграфа Австрии, и тетке Фридриха Барбароссы.
Дети:
- Вильгельм Длинный Меч (ок. 1140—1177), граф Яффы и Аскалона, отец Балдуина V Иерусалимского.
- Конрад (ок. 1145—1192), сеньор Тира с 1187 г., маркграф Монферрата с 1191 г., король Иерусалима в 1192 г.
- Бонифаций (ок. 1150—1207), маркграф Монферрата с 1191 г., один из руководителей четвертого крестового похода, король Фессалоник с 1204 г.
- Фридрих, епископ Альбы
- Аделазия, или Азалаида (ок. 1160—1232), супруга Манфреда II, маркграфа Салуццо
- Райнери (Ренье) (1163—1182), кесарь Византии и муж Марии, дочери Мануила I Комнина, с 1180 г.
- Агнеса (ум. 1202), супруга Гвидо III Гверра, графа Гвиди, ок. 1180 г. разведена с ним и отправлена в монастырь
- Оттон (ум. 1251), с 1227 г. кардинал, епископ Порто
- Беатриса, супруга Энрико I дель Карретто, маркграфа Савоны
- Дочь, неизвестная по имени, супруга маркграфа Альберто (Оберто) ди Маласпина

## Участие во втором крестовом походе
Вильгельм V откликнулся на призыв своего племянника — короля Франции Людовика VII — принять участие во Втором крестовом походе. Вместе с Амедеем III Савойским он повёл свои отряды в Византию через Венгрию, следом за императором Конрадом III. В 1147 году они достигли Константинополя. В 1148 году участвовал в осаде Дамаска, не принесшей успеха, после чего вернулся в Фессалоники. Во время этого похода возникла его дружба с византийским императором Мануилом I.

## Союз с Фридрихом Барбароссой
Как гибеллин долгое время был верным сторонником Фридриха Барбароссы, императора Священной Римской империи. Особо активно боролся с коммуной Асти. Принял участие и в осаде Тортоны, в 1159 году — в покорении Милана.
В 1164 году Барбаросса, уезжая в Германию, доверил ему охранять своего маленького сына Фридриха.
Был разбит войсками Ломбардской лиги при Момбелло Монферрато и в 1172 году подписал мир с враждебными ему городами.
Вместе с Фридрихом Барбароссой в 1174 году осаждал Алессандрию — город, построенный на его землях, но успеха не добился.
В 1176 году принял участие на стороне имперских войск в битве при Леньяно, которая была проиграна.
Впоследствии его сын Конрад поссорился с имперским легатом, архиепископом Христианом Майнцским, и взял его в плен. Позже Фридрих простил Монферратов, но доверие к ним уже было подорвано, и при заключении Констанцского мира в 1183 году их интересы уже не были учтены.

## Последние годы
В 1183 году оставил своё маркграфство сыновьям Конраду и Бонифацию и уехал в Палестину к маленькому внуку — Балдуину V, королю Иерусалима.
Получил в лен замок Св. Ильи, ныне Тайбе. Принял участие в битве при Хаттине в 1187 году, где попал в плен к сарацинам. Саладин, осадив в ноябре того же года Тир, оборону которого тогда возглавил Конрад Монферратский, предложил последнему сдать город в обмен на освобождение отца, угрожая в противном случае убить Вильгельма, но Конрад это предложение отверг. Тем не менее Саладин в 1188 году в Тортосе освободил его, и Вильгельм умер в 1191 году в Тире, рядом с сыном.

## В популярной культуре
Вильгельм V Старый является одним из антагонистов компьютерной игры Assassin's Creed, где он показан как наместник Ричарда I в Акре. Там в 1191 году его убивает ассасин Альтаир ибн Ла-Ахад.